# Gilbert E. Hubbard
Gilbert E. Hubbard (1885-?) fue un autor del siglo xx de diversas obras sobre Oriente Próximo.
Fue secretario de la Comisión de Delimitación acordada en el Protocolo de Teherán de 1911, enviado por el Reino Unido, para resolver entre británicos, rusos, turcos y persas el conflicto territorial entre el Imperio otomano y Persia, que actuó en la zona en 1914. Fue autor de obras como From the gulf to Ararat: an expedition through Mesopotamia and Kurdistan (1917); The Day of the Crescent: Glimpses of Old Turkey (Cambridge University Press, 1920); Eastern Industrialization and Its Effect on the West, with Special Reference to Great Britain and Japan (Oxford University Press, 1935), junto a Denzil Baring y T. E. Gregory; o British Far Eastern Policy (Institute of Pacific Relations, 1943); entre otras.